# Gerda Marchand
Gerda Marchand (Borgerhout, 16 april 1938) is een Vlaamse actrice.
Haar bekendste rollen zijn die van dienster in Kapitein Zeppos, die van Nora Pinters in Axel Nort, die van Lucieke in Wij, Heren van Zichem, die van Karin Oste in De Kat en die van Manse Lappers in De Paradijsvogels. Ze speelde ook de rol van Georgette in Zomerrust. In Voor wat hoort wat (2015) speelt ze Gaby, een van de senioren.
Ze speelde gastrollen in Freddytex (Madeleine) (1994), Lili en Marleen (Hortence Duchesne), Familie (Bianca Parducci), Heterdaad (Mia De Groot), Thuis (Erna De Wolf), Recht op Recht (Liesbeth Kimpens), Spoed (Wilhelmine), Flikken (winkelierster), Nonkel Jef (moeder van Annette), Wittekerke (mevrouw De Cock), De Kotmadam (kuisvrouw Julia) en in Nonkel Jef als de moeder van Annette Polfliet en Rozeke Polfliet.
In 1990 speelde ze in de film Koko Flanel de echtgenote van Azère, de broer van Placide.
Ze speelde twee gastrollen in F.C. De Kampioenen, één in 1994 als klant in het restaurant "Chéz Jean-Pol" en één in 2001 als Agnes, de moeder van Carmen.
In 1972 verwierf zij de Helenaprijs. Tevens werd ze benoemd tot Ridder in de Leopoldsorde.